# Немыцкий, Виктор Владимирович
Виктор Владимирович Немыцкий (22 ноября 1900, Смоленск — 7 августа 1967, верховья реки Чульча) — советский математик, доктор физико-математических наук (1934), профессор. Автор трудов в области дифференциальных и интегральных уравнений, функционального анализа, топологии. Награждён орденом Трудового Красного Знамени и медалями.
Жена — математик Нина Карловна Бари.

## Биография
Родился в семье преподавателя математики в гимназии Владимира Васильевича Немыцкого. Мать, Анна Михайловна (урождённая Катинская), также была учительницей. В 1904 году семья переехала в Москву, где отец продолжил преподавать в гимназии. Среднее образование получил в Московском реальном училище Воскресенского, где его первым учителем математики был известный в то время математик-преподаватель Константин Николаевич Рашевский.
В 1921 году поступил на математическое отделение физико-математического факультета МГУ, и с тех пор связал свою жизнь с Московским университетом. Вошёл в Лузитанию. После окончания МГУ (1925) учился в аспирантуре под руководством П. С. Александрова и В. В. Степанова (1925—1929).
В 1930-е годы в соавторстве с В. В. Степановым написал монографию «Качественная теория дифференциальных уравнений» (вышедшую в свет лишь в 1947 году). В ней впервые в мировой научной литературе на основе работы руководимого авторами семинара по качественной теории дифференциальных уравнений при Московском университете была систематизирована и творчески обработана вся основная журнальная литература в данной области, включая неопубликованные статьи авторов и их учеников. Книга получила мировую известность.
Монография — «Теория показателей Ляпунова» — была написана в соавторстве с его учениками Б. Ф. Быловым, Р. Э. Виноградом и Д. М. Гробманом. В ней обобщаются результаты работ авторов, выполненных ими в семинаре по качественной теории под руководством В. В. Немыцкого и относящихся к различным вопросам асимптотики решений систем, близких к линейным.
В. В. Немыцкий был председателем секции втузов Московского математического общества. Ему в соавторстве с М. И. Слудской и А. Н. Черкасовым принадлежит университетский «Курс математического анализа».
Около 40 лет преподавал в Московском университете, читал основной курс «Обыкновенные дифференциальные уравнения» и руководил учебными и научными семинарами. Создал научную школу в СССР, многие из его учеников стали видными математиками. Ученики В. В. Немыцкого имеются и в других странах (в Польше, Румынии и Китае).
Начиная со студенческих лет был страстным путешественником в течение всей своей жизни. Был известен среди географов как исследователь высокогорных районов СССР. Есть перевал на Кавказе, названный именем его первооткрывателей Немыцкого и А. Н. Тихонова. Собирал и обрабатывал гербарии. Был председателем туристической секции Московского дома ученых. За успехи в области туризма В. В. Немыцкому было присуждено в 1950 году звание мастера спорта по туризму.

Ещё в студенческие годы В. В. Немыцкий и А. Н. Тихонов отправились с Северного Кавказа в Закавказье через Кавказский хребет, причём в такие места, которые до них не были исследованы, имея при себе весьма примитивное снаряжение (один ледоруб и один топор). Примерно в это время хорошо снаряжённая группа опытных альпинистов штурмовала этот хребет с юга на север. Каково же было изумление участников этой группы, когда на самой вершине была обнаружена оторванная пуговица (от плаща А. Н. Тихонова). Вскоре после поисков и запросов выяснилось, что В. В. Немыцкий и А. Н. Тихонов прошли через перевал раньше альпинистов. Эта группа альпинистов описала новый перевал и назвала его именем «Немыцкого — Тихонова». Под этим именем перевал известен и поныне.

В июле 1967 года в составе небольшой группы предпринял путешествие на Алтай (в район Шапшальского хребта, разделяющего бассейны рек Енисей и Обь). В ночь с 6 на 7 августа в верховьях реки Чульча на высоте 2200 метров над уровнем моря скоропостижно скончался. Тело его было доставлено в Москву и похоронено на Введенском кладбище рядом с Н. К. Бари (8 уч.).

### Список печатных работ по географии и туризму
1. В хребтах Тянь-Шаня и Памира, сб. «К вершинам советской земли». М.: Географгиз, 1949.
2. Поездка в Заалайский хребет, сб. «Побежденные вершины, Год 1954», М.: Географгиз, 1957.
3. Чаткап, сб. «Побежденные вершины, Год 1951», М.: Географгиз, 1952 (совм. с Е. А. Казаковой и С. М. Лукомским).
4. В центре Тянь-Шаня // газета «Советский спорт», № 16, 1952 (совм. с Е. А. Казаковой).
5. Новые данные об обледенении в хребтах Чакир-Корум, Барколдай и Кок-Шаал, Исследование ледников СССР, вып. 2—3, 1935 (совм. с А. А. Летаветом).
6. Теберда (путеводитель), изд. Московск. Дома учёных, 1934 (совм. с Б. Н. Делоне, М. В. Зимиловой и О. И. Каленкиной)